# 钟山县

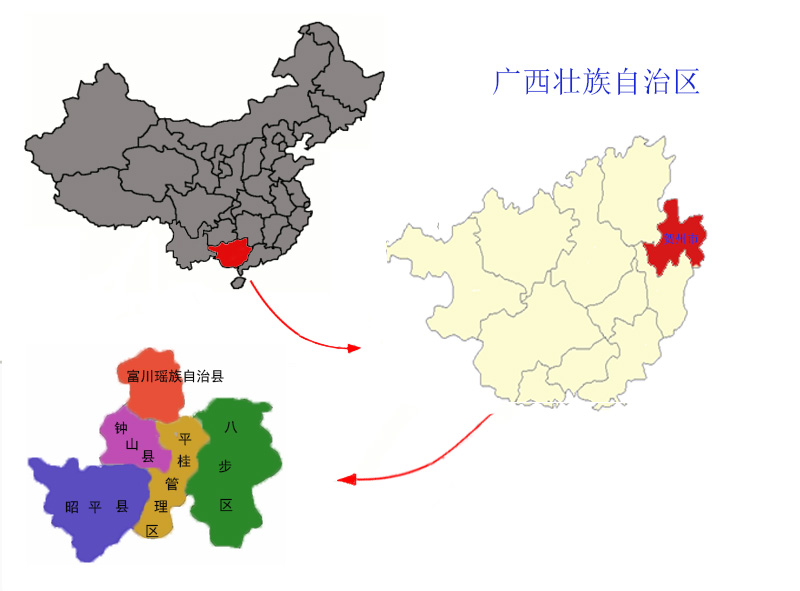
贺州市行政图

钟山县在中国广西壮族自治区东部偏北、贺江上游富川江流域，是贺州市所辖的一个县。总面积为1472平方公里，縣人民政府鐘山鎮興鍾中路3號。
钟山历史悠久，自新石器后期，就有人类在此繁衍生息。汉元鼎六年（公元前111年）置富川县，治设钟山。明洪武二十九年（1396年），鐘山设镇。民国五年（1916年）成立钟山县。1952年，钟山与富川合并为富钟县。1961年7月复分为钟山、富川两县。 323国道、桂梧高速公路、贵广铁路、永贺高速公路横贯县境，自古有“两粤要冲，三湘入桂门户”之称。
钟山县以地形、地貌得名。立县时，因县城有一小山，石峰峭立，形如鼎峙，叩之如，故名。民國後多假借作「鍾山」。

## 行政区划
2011年，鍾山縣辖10个镇、2个民族乡，113个行政村、3个社区，812个自然村，1847个村民小组。
钟山镇、回龙镇、石龙镇、凤翔镇、珊瑚镇、同古镇、公安镇、清塘镇、燕塘镇、红花镇、花山瑶族乡和两安瑶族乡。
县委、县政府所在地为钟山镇，距广州市370公里、梧州市176公里、桂林市178公里，距广西壮族自治区首府南宁市525公里。

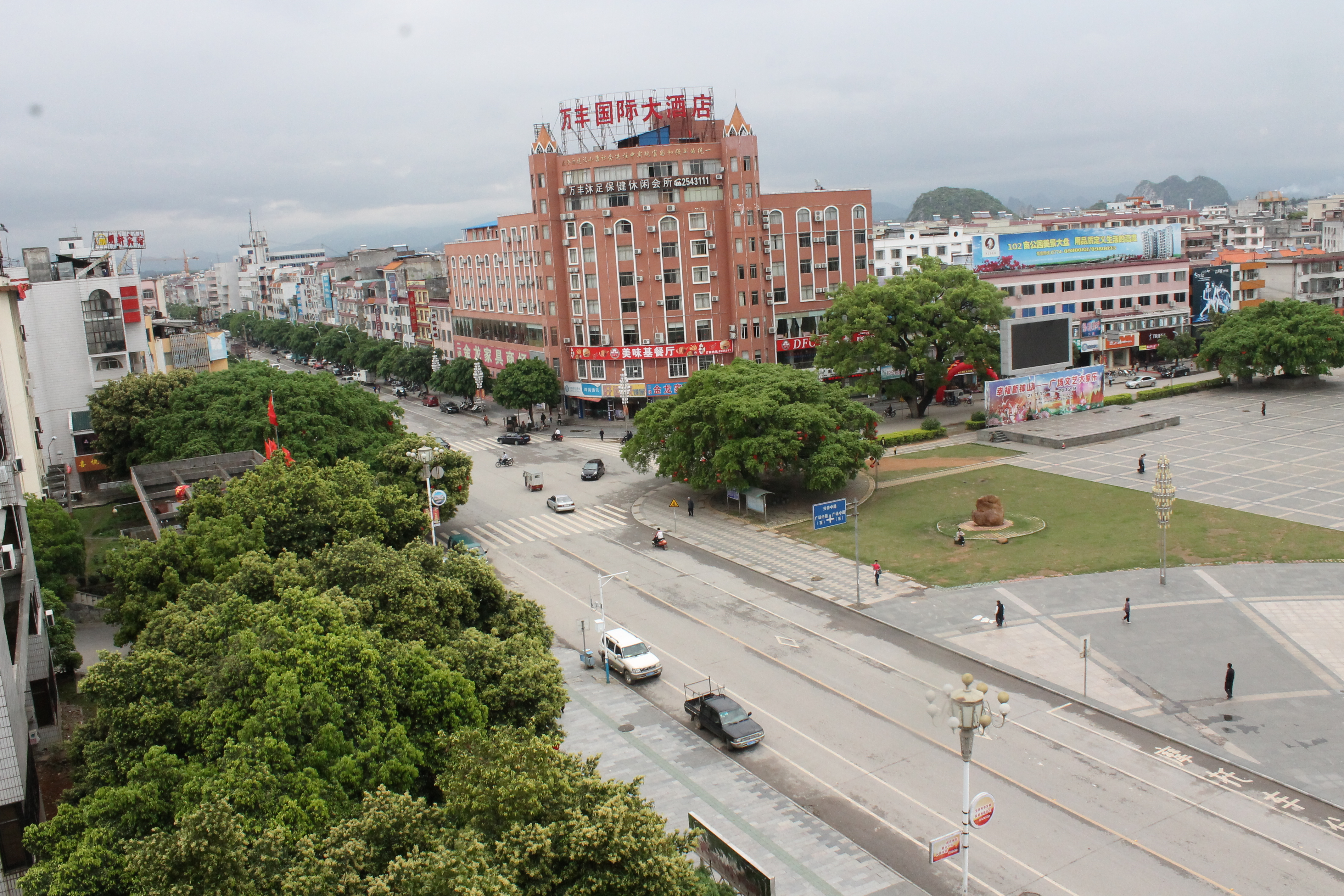
钟山县城一角

- 以下為2011年7月收集的各乡镇面积与人口列表：

| 鄉鎮名称   | 面積 （km2） | 下轄村 數 | 下轄 自然村數 | 人口數  | 人口密度 （人/km2） | 郵政 區號 | 傳統地域 |
| ---------- | ------------ | --------- | ------------- | ------- | ------------------- | --------- | -------- |
| 鍾山鎮     | 229.56       | 24        | 141           | 95,176  | 415                 | 542699    |          |
| 迴龍鎮     | 85.81        | 10        | 83            | 43,660  | 509                 | 542607    | 董家垌   |
| 同古镇     | 116.65       | 9         | 91            | 28,042  | 240                 | 542606    | 董家垌   |
| 石龍鎮     | 62.92        | 5         | 64            | 31,262  | 497                 | 542608    | 董家垌   |
| 凤翔镇     | 74.08        | 6         | 36            | 30,281  | 409                 | 542609    | 董家垌   |
| 珊瑚鎮     | 42.77        | 4         | 32            | 19,897  | 465                 | 542611    | 董家垌   |
| 公安镇     | 150.70       | 15        | 68            | 55,896  | 371                 | 542612    |          |
| 清塘鎮     | 184.20       | 17        | 117           | 55,636  | 302                 | 542617    |          |
| 燕塘镇     | 114.08       | 7         | 68            | 26,492  | 232                 | 542616    |          |
| 紅花鎮     | 94.20        | 7         | 34            | 22,627  | 240                 | 542614    |          |
| 花山瑶族乡 | 133.27       | 6         | 46            | 7,831   | 59                  | 542613    |          |
| 两安瑶族鄉 | 144.07       | 6         | 36            | 16,835  | 117                 | 542615    |          |
| 钟山縣     | 1,472        | 116       | 812           | 423,336 | 286                 |           |          |

## 简史及大事
- 明万历年间，地方土司黄仲掘组织对思勤江大爽峡谷进行一次疏浚，大小船只开到英家，从此英家得以开发。
- 1916年10月，经民国政府总统核准，设立钟山县。
- 1947年6月5日，中国共产党地下武装在钟山县英家镇组织发动武装起义，是为第二次国共内战时期中国共产党在广西省组织武装力量反抗国民政府的肇始。
- 1949年11月间，中国人民解放军第四野战军攻占钟山县[5]。11月20日，中国共产党政权接管钟山县。12月13日成立钟山县人民政府。1953年4月23日，经政务院批准，撤销富川、钟山2个县，合并为富钟县，治设钟山镇。1961年7月1日，钟山与富川分治。1962年3月27日，国务院决定恢复设置钟山县。2002年6月18日，西湾镇划归八步区管辖。2007年9月19日，望高镇、羊头镇两镇划入新设立的平桂管理区管辖。
- 文化大革命期间，广西是全国的重灾区，伤亡惨重[6]。其中钟山县1966年5月至1971年12月间，因各种各类阶级斗争死亡约575人[註 1]。[7]

## 景点

### 十里荷塘

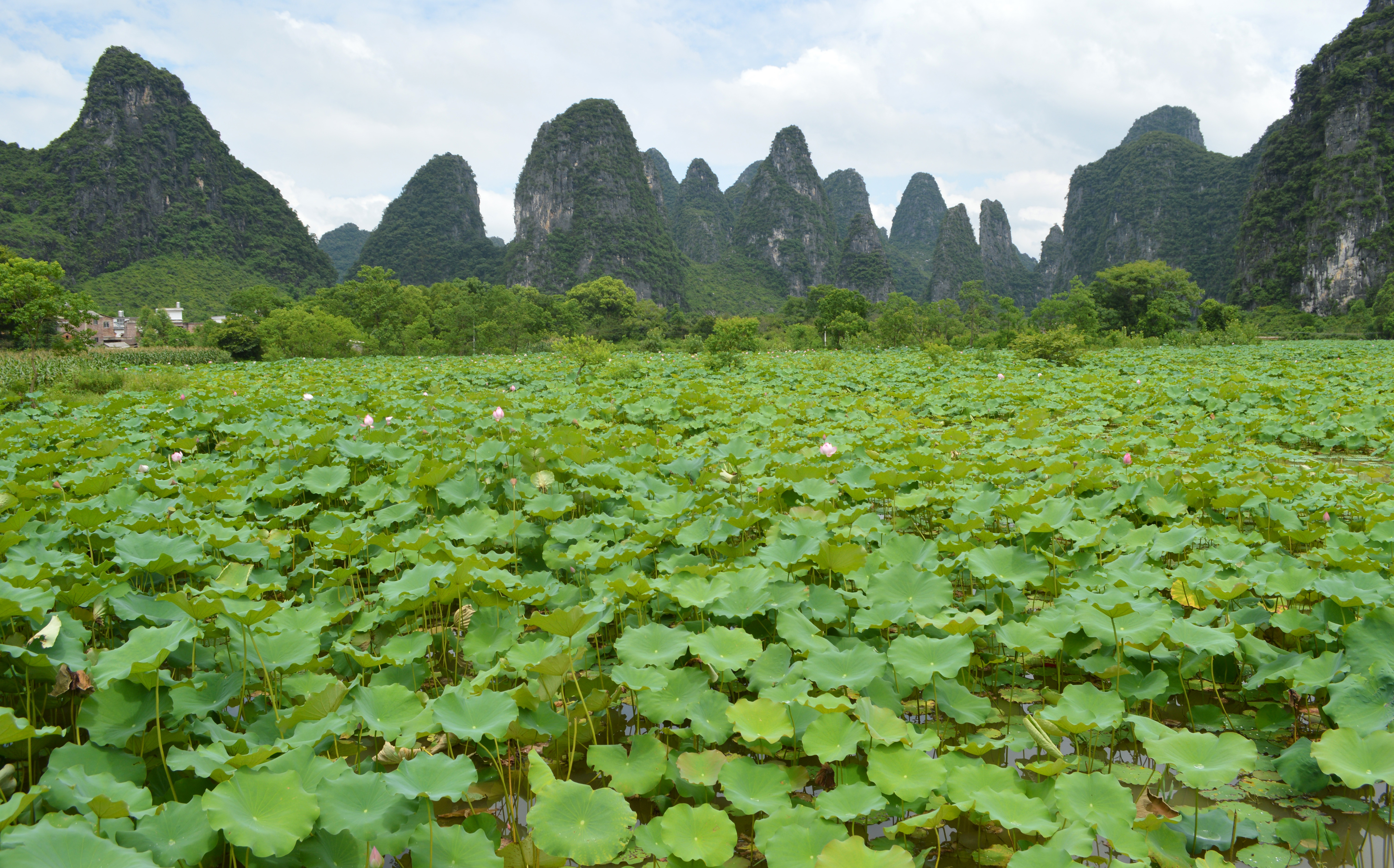
荷塘十里画廊风光

十里画廊景区位于公安镇境内，323国道及桂梧高速公路旁。距钟山县城15千米，距贺州市30千米。景区内主要景观有荷塘群峰、双元群峰、公婆山、阳元石（朝天蜡烛）、观音山、宝塔山等。

### 石龙古桥
石龙古桥位于石龙镇，始建于乾隆十一年（1746年，清代时期石龙镇属昭平县管辖），咸丰十年（1860年）被毁，光绪六年（1880年）重建。古桥系双孔石拱桥，南北橫跨于珊瑚河上，全长40米，宽5.2米，高12米，共56步台阶。主拱跨度14米，副拱跨度7米，是典型的子母石拱桥。桥面两边砌有石栏，石栏內侧饰满各式精美、生动的浮雕图案共74幅。

## 民族风俗

### 语言
在钟山县境内广为使用、流通的地方语言称为钟山土话。据语言专家考证，钟山土话是中国特有的稀有语种之一，全国范围内只有钟山县及附近区域几十万人会说，其中以董家垌的鍾山土话最为正宗。
此外，两安瑶族乡等瑶族区域讲瑶话，清塘镇部分地方讲土白话和客家话，花山、红花、清塘和燕塘等乡镇合约有数千人讲壮语，县城及官方则以西南官话（桂柳话）为主要沟通语言。

## 交通

### 铁路
- 贵广客运专线经过钟山县，设钟山西站。

### 公路
钟山县主要公路有：
- 207省道
- 241国道
- 323国道
- 538国道
- 广贺高速公路
- 钟马高速公路
- 富高速
- 贺西高速

## 人口
钟山县2013年总人口约为43万，主要民族有汉族、瑶族和壮族，约占总人口98%，其余为满族、回族、苗族、侗族、水族、毛南族、傣族、白族、黎族、仫佬族、土家族等民族。

| 调查年                        | 人口    | 备注 | %±     |
| ----------------------------- | ------- | ---- | ------ |
| 1930                          | 141,810 |      | —      |
| 1940                          | 172,542 |      | 21.7%  |
| 1950                          | 191,049 |      | 10.7%  |
| 1960                          | 241,427 |      | 26.4%  |
| 1970                          | 298,412 |      | 23.6%  |
| 1980                          | 359,745 |      | 20.6%  |
| 1990                          | 418,096 |      | 16.2%  |
| 2010                          | 424,300 |      | —      |
| 2020                          | 351,057 |      | −17.3% |
| 钟山县人口数量 2010年人口统计 |         |      |        |

根據第七次人口普查數據，截至2020年11月1日零時，鐘山縣常住人口為351057人。

## 教育
钟山教育事业由来已久，晋朝晋穆帝永和年中（约公元345年—356年），钟山已建有学校。清朝时期，钟山有240个村寨办过私塾。宋、明、清，钟山地区曾考中进士8名，举人40余名，贡生149名。民国三十八年（1949年）全县小学264所。
2013年，钟山县有普通高中2所，中等职业技术学校1所，初级中学18所（其中民办2所），小学126所（其中民办1所），小学教学点96个，特殊学校1所，幼儿园52所（其中民办50所）。
2011年统计，钟山县全县小学教师1939人，初中教师896人，高中教师263人，中等职业学校教师179人，特殊学校教师15人，幼师211人。
2011年统计，钟山县小学生人数为31511人，初中生18941人，高中生4857人，职校生3347人，特殊学校学生56人，幼儿园及学前班学生9034人。
2017年统计，钟山县高中生人数为6118人，普通初中、小学生为53888人。

### 高中
- 钟山中学（自治区示范性高级中学，创办于1926年3月29日，学校面积180亩。2006年学校有教职工151人，学生2703人，教学班38个。2011年有教职工202人，学生3088人。）
- 钟山县第二高级中学（学校占地62亩。2011年，学校共有班级24个，学生1450人，教职工104人。）
- 钟山县职业技术学校（创办于1985年，2011年在校生3291人，教职工179人。）

## 名胜
境内有旅游景点：荷塘十里画廊、花山风景区、钟山状元峰、石龙古桥、龙道古民居等。

## 特产
英家大头菜：国家地理标志产品。其栽培、种植历史与腌制、糖化、贮存工艺已传承了三百多年。